# Финтаун
Финтаун (англ. Fintown; ирл. Baile na Finne) — деревня в Ирландии, находится в графстве Донегол (провинция Ольстер). Население — 100 человек (оценочно). Деревня названа в честь мифической Финнгел (англ. Finngeal), утонувшей в озере при попытке спасти своего раненого брата (Feargamhain).